# Vjatjeslav von Pleve
Vjatjeslav Konstantinovitj Pleve (även von Plehve ryska: Вячеслав Константинович фон Плеве), född 20 april 1846 i Mesjtjovsk, död 28 juli 1904 i Sankt Petersburg, var en rysk politiker.

## Biografi
von Pleve inträdde, efter juridiska studier vid Petersburgs universitet, i statstjänst, utnämndes 1881 till direktör för inrikesministeriets polisdepartement och blev 1884 inrikesministerns adjoint, i vilken egenskap han ledde flera kommittéarbeten, särskilt för utredande av böndernas ekonomiska ställning. År 1899 blev han ministerstatssekreterare
för Finland och verkade på denna post energiskt för Finlands förryskning under den bobrikovska
regimen.
Under hans ämbetstid infördes de nya förordningarna om militärplikten i Finland samt om införande av ryska språket i finska senatens förhandlingar. Redan som prokurator vid domstolarna i Vladimir, Tula, Vologda, Warszawa och Petersburg utmärkte han sig för hänsynslös energi, särskilt i undertryckande av alla frihetssträvanden och fick ofta tillfälle att lämna kejsaren rapporter om nihilistiska stämplingar, till exempel attentatet i Vinterpalatset 1880. 
Då inrikesministern Dmitrij Sipjagin mördats 1902, blev Plehve hans efterträdare och fortsatte ännu mer hänsynslöst dennes politik. Han utarbetade reglementen mot de tyska kolonisterna i Ryssland, mot judarna och överhuvud mot alla icke-ortodoxa element i riket. Han inskränkte den kommunala självstyrelsen för zemskij sobor och tillsatte för varje sådant en med stor maktbefogenhet utrustad chef, så kallad zemskij natjalnik, som ännu mer kringskar böndernas socialekonomiska självbestämmande och gjorde det beroende av det byråkratiska godtycket. I många guvernement anställdes administrativa revisioner, som undertryckte den kommunala självverksamheten och ofta ledde till våldsamma förföljelser.
På hans initiativ (1903) blev även fabriksinspektionen i hög grad ställd under guvernörernas kontroll, och polisorganisationen på landsbygden omorganiserades. Den 28 juli 1904 mördades han i Petersburg av en student vid Moskvas universitet, Igor Sazonov, med en kastbomb.